# Halle-Ingooigem 2019
La 72e édition de Halle-Ingooigem a lieu le 26 juin 2019. Elle fait partie du calendrier UCI Europe Tour 2019 en catégorie 1.1. Il s'agit de la 4e manche de la Coupe de Belgique 2019.

## Équipes
| WorldTeams (2)- Deceuninck-Quick Step - CCC Team Équipes continentales professionnelles (8)- Sport Vlaanderen-Baloise - Wanty-Groupe Gobert - Cofidis, Solutions Crédits - Roompot-Charles - Corendon-Circus - Israel Cycling Academy - Wallonie Bruxelles - Vital Concept-B&B Hotels Équipes continentales (8)- BEAT Cycling Club - Drapac-Cannondale Holistic Development - Pauwels Sauzen-Bingoal - EvoPro Racing - Pro Racing Sunshine Coast - Tarteletto-Isorex - Cibel - Start Cycling Team |
| |

## Classement final
| \| Classement général \| Classement général \| Classement général \| Classement général \| Classement général \| \| Coureur \| Coureur \| Pays \| Équipe \| Temps \| \| ------------------ \| ------------------ \| ------------------ \| -------------------------- \| ------------------ \| \| 1er \| Dries De Bondt \| Belgique \| Corendon-Circus \| 4 h 34 min 01 s \| \| 2e \| Piotr Havik \| Pays-Bas \| BEAT Cycling Club \| + 0 s \| \| 3e \| Philippe Gilbert \| Belgique \| Deceuninck-Quick Step \| + 3 s \| \| 4e \| Hugo Hofstetter \| France \| Cofidis, Solutions Crédits \| + 3 s \| \| 5e \| Boris Vallée \| Belgique \| Wanty-Gobert \| + 3 s \| \| 6e \| Lionel Taminiaux \| Belgique \| Wallonie Bruxelles \| + 3 s \| \| 7e \| Jonas Koch \| Allemagne \| CCC Team \| + 3 s \| \| 8e \| Piet Allegaert \| Belgique \| Sport Vlaanderen-Baloise \| + 3 s \| \| 9e \| Michael Freiberg \| Australie \| Pro Racing Sunshine Coast \| + 3 s \| \| 10e \| Kelland O'Brien \| Australie \| Pro Racing Sunshine Coast \| + 3 s \| |                  |           |                            |                 |
| |                  |           |                            |                 |
| Source : ProCyclingStats |                  |           |                            |                 |
| Classement général |                  |           |                            |                 |
| Coureur | Coureur          | Pays      | Équipe                     | Temps           |
| 1er | Dries De Bondt   | Belgique  | Corendon-Circus            | 4 h 34 min 01 s |
| 2e | Piotr Havik      | Pays-Bas  | BEAT Cycling Club          | + 0 s           |
| 3e | Philippe Gilbert | Belgique  | Deceuninck-Quick Step      | + 3 s           |
| 4e | Hugo Hofstetter  | France    | Cofidis, Solutions Crédits | + 3 s           |
| 5e | Boris Vallée     | Belgique  | Wanty-Gobert               | + 3 s           |
| 6e | Lionel Taminiaux | Belgique  | Wallonie Bruxelles         | + 3 s           |
| 7e | Jonas Koch       | Allemagne | CCC Team                   | + 3 s           |
| 8e | Piet Allegaert   | Belgique  | Sport Vlaanderen-Baloise   | + 3 s           |
| 9e | Michael Freiberg | Australie | Pro Racing Sunshine Coast  | + 3 s           |
| 10e | Kelland O'Brien  | Australie | Pro Racing Sunshine Coast  | + 3 s           |